# 体育权利组织

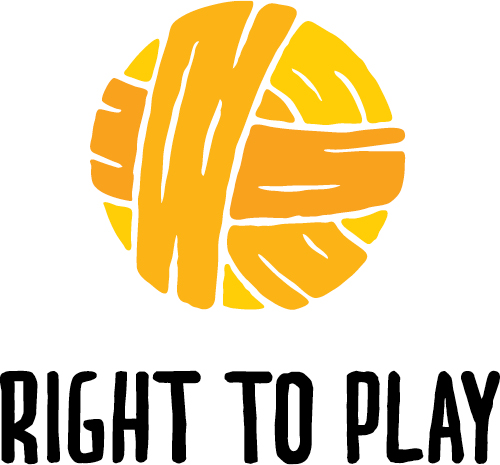

体育权利组织（Right To Play）是一個國際體育組織，協助世界各地貧困的兒童及青少年參與體育活動。该组织在加拿大安大略省的多伦多设有总部。
该组织由挪威速度滑冰明星约翰·奥拉夫·考斯创办。